# Gran icosàedre
En geometria, el gran icosàedre (o gran icosaedre) és un dels quatre políedres de Kepler-Poinsot (políedres regulars no convexos), amb un símbol de Schläfli {3,5/2} i un diagrama de Coxeter-Dynkin de . Està compost de 20 cares triangulars que s'intersequen entre si, amb cinc triangles que es troben a cada vèrtex en una seqüència pentagràmica.

## Imatges
| Model transparent                                             | Densitat                                                  | Diagrama d'estel·lació                     | Xarxa |
| ------------------------------------------------------------- | --------------------------------------------------------- | ------------------------------------------ | ----- |
| Model transparent del gran icosaedre (vegeu també l'animació) | Té una densitat de 7, tal com es pot veure en aquest tall | Es tracta d'una estel·lació de l'icosàedre | × 12  |

| Aquest políedre representa una tessel·lació esfèrica amb una densitat de 7 |